# Magnetorheologische Elastomere

Magnetorheologischer Effekt

Magnetorheologische Elastomere (MRE) bestehen in der Regel aus einer Elastomermatrix und den darin dispergierten magnetisch aktiven Partikeln. Bei diesen Elastomeren können die viskoelastischen oder dynamisch-mechanischen Eigenschaften durch Anlegen eines äußeren Magnetfeldes schnell und reversibel verändert werden.
Für den magnetorheologischen (Rheologie: Verformungs- und Fließeigenschaften von Materie) Effekt gibt es zwei unterschiedliche physikalische Interpretationen. Ein Ansatz beschreibt die Dipol-Dipol-Wechselwirkung (ähnlich wie bei magnetorheologischen Flüssigkeiten), der andere geht von einer Verzerrung des Magnetfeldes in der unmittelbaren Umgebung jedes Partikels und daraus resultierenden magnetischen Inhomogenitätskräften aus.

## Anwendungsbereiche
Das Hauptinteresse an diesen Materialien liegt im Einsatz in mechatronischen Systemen, da sie eine robuste und einfache Schnittstelle zwischen der Steuerungselektronik und den mechanischen Komponenten bilden können. Während konventionelle passive Elastomermaterialien in Bauteilen zur Aufhängung, Vibrationsisolierung und Dichtung eingesetzt werden, können steuerbare Elastomerkomponenten noch viel weiter reichende Aufgaben erfüllen. Ein Hauptfokus der Anwendung von MR-Elastomeren kann zum Beispiel die variabel einstellbare Aufhängung von schwingenden Teilen sein. Sie können also als semiaktive Lagerelemente, Buchsen oder als Aufhängungen mit variabler Steifigkeit eingesetzt werden. Ein weiteres Einsatzgebiet dieser Materialklasse liegt im Bereich der Abschirmung elektromagnetischer Strahlung, was vor allem im Bereich der Kommunikations- und Radartechnik von großer Bedeutung ist.